# Massaker von Chudschand
Das Massaker von Chudschand fand im Februar 1918 im Zusammenhang mit der Oktoberrevolution statt. In Taschkent hatte sich noch vor der Oktoberrevolution in Petrograd ein örtlicher Sowjet gebildet; seine bolschewistischen Funktionäre waren größtenteils Nachfahren russischer Siedler und russische Soldaten. Der Sowjet in Taschkent wollte eine Beteiligung der indigenen Bevölkerung an der Regionalregierung verhindern, so auch die aus der Region um Chudschand, die eine eigene autonome Regierung im Dezember 1917 gebildet hatten und eine Autonomie der Provinz Turkestan und den Schutz der örtlichen russischen Minderheit forderten.
Am 14. Februar mobilisierte der Sowjet in Taschkent die örtliche Garnison der ehemaligen zaristischen Armee, dazu zusätzlich Soldaten aus der Orenburg-Region und bewaffnete Arbeitermilizen, um die provisorische Regierung in Chudschand zu zerschlagen. Nach vier Tagen Belagerung der Altstadt von Chudschand durchbrachen sie die Festungsmauern und begannen die Einwohner zu töten. Schätzungsweise 14.000 Einwohner muslimischen Glaubens verloren dabei ihr Leben, viele von ihnen durch Maschinengewehrfeuer. Die Stadt wurde geplündert und in Brand gesetzt. Der Taschkenter Sowjet requirierte nach dem Massaker die Nahrungsmittelvorräte, die darauf folgende Hungersnot forderte wahrscheinlich noch einmal über 900.000 Opfer unter der Bevölkerung der Region. Eine Massenflucht über die Grenze zu China war die Folge.